# Удачне (Мелітопольський район)
Уда́чне — село в Україні, в Мелітопольському районі Запорізької області. Входить до складу Новенської селищної громади. Населення становить 145 осіб.

## Географія
Село Удачне знаходиться на правому березі річки Тащенак, вище за течією на відстані 4 км розташоване село Новомиколаївка. Поруч проходять автомобільна дорога М14 (E58) і залізниця, станція Тащенак за 2,5 км.

## Населення

### Мова
Розподіл населення за рідною мовою за даними перепису 2001 року:
| Мова       | Кількість | Відсоток |
| ---------- | --------- | -------- |
| російська  | 84        | 57.93%   |
| українська | 61        | 42.07%   |
| Усього     | 145       | 100%     |

## Історія
Село було засноване в травні-серпні 1929 року. Тоді в ньому було 80 дворів, зараз - 100. 
29 липня 2007 року, незабаром після планового ремонту, впала проіржавіла водонапірна башта, і жителі села були змушені кілька місяців користуватися водою з зрошувального каналу. 
Роботи з газифікації села почалися в 2002 році, і в 2008 році село було газифіковане .
До 2019 року орган місцевого самоврядування - Фруктівська сільська рада.